# Andrea Peron (cyclisme, 1971)
Pour les articles homonymes, voir Andrea Peron.
Andrea Peron (né le 14 août 1971 à Varèse, en Lombardie) est un coureur cycliste italien, professionnel de 1993 à 2006.

## Biographie
Andrea Peron devient professionnel en 1993 et le reste jusqu'en 2006. Il a remporté 10 victoires au cours de sa carrière. 
En avril 2011, il subit un contrôle positif à l'éphédrine à l’occasion du Trophée Mezzalama, une épreuve de ski de randonnée.

## Palmarès

### Palmarès amateur
- 1988
  -  Champion du monde du contre-la-montre par équipes juniors (avec Alessandro Baciocchini, Gianfranco Contri et Gianluca Tarocco)
  - Trophée de la ville de Loano
  - 2e des Trois Jours d'Axel
- 1989
  -  Champion du monde du contre-la-montre par équipes juniors (avec Rossano Brasi, Davide Rebellin et Cristian Salvato)
  - Trophée de la ville de Loano
  - 2e des Trois Jours d'Axel
  - 3e du Giro della Lunigiana
- 1990
  - Coppa Varignana
  -  Médaillé de bronze du championnat du monde militaire du contre-la-montre par équipes
- 1991
  -  Champion du monde du contre-la-montre par équipes (avec Flavio Anastasia, Luca Colombo et Gianfranco Contri)
- 1992
  - Corsa del Sole
  - Coppa Fiera di Mercatale
  - Milan-Tortone
  - 2e étape de la Course de la Paix
  - Tour de Lombardie amateurs
  -  Médaillé d'argent du contre-la-montre par équipes des Jeux olympiques

### Palmarès professionnel
| - 1994 - 8e étape du Tour DuPont - 3e étape de la Hofbrau Cup - Hamilton Classic - 2e de la Hofbrau Cup - 3e du Tour DuPont - 1995 - 2e étape du Tour DuPont - Thrift Drug Classic - 3e de Kuurne-Bruxelles-Kuurne - 3e du Tour DuPont - 9e du Critérium du Dauphiné libéré - 1996 - Tour de Castille-et-León : - Classement général - 1re étape - 3e de Coire-Arosa - 3e de la Japan Cup - 5e du championnat du monde du contre-la-montre - 8e du Tour d'Espagne - 10e de Paris-Nice - 10e du Tour de Lombardie | - 1997 - 2e du Grand Prix Breitling (avec Eddy Seigneur) - 2e du Duo normand (avec Eddy Seigneur) - 3e du Joseph Vögeli Memorial - 1998 - 3e du Trophée Pantalica - 7e de Liège-Bastogne-Liège - 1999 - 10e du Tour de France - 2001 - Champion d'Italie du contre-la-montre - 2003 - Florence-Pistoia - 2004 - 2e du championnat d'Italie du contre-la-montre |  |

## Résultats sur les grands tours

### Tour de France
8 participations
- 1993 : non-partant (11e étape)
- 1994 : 61e
- 1995 : 44e
- 1997 : 56e
- 1999 : 10e
- 2002 : 53e
- 2003 : 54e
- 2004 : 64e

### Tour d'Espagne
4 participations
- 1995 : 79e
- 1996 : 8e
- 2000 : 58e
- 2005 : 64e

### Tour d'Italie
5 participations
- 1999 : 56e
- 2000 : 74e
- 2001 : 43e
- 2002 : 73e
- 2005 : 77e